# Venus 5
Venus 5 (яп. ヴィーナス・ファイブ ви:насу файбу) (также Venus Force Five (яп. ビーナス・フォース・ファイブ ви:насу фо:су файбу), Bishoujo Senshi Venus Five, Sailor Senshi Venus Five, и пр.) — аниме в формате OVA, выпущенное в Японии в 1994 году. Пародирует жанр махо-сёдзё. Сделано режиссёром Осаму Иноуэ по сценарию Ватару Амано. Venus 5 состоит из двух серий. Согласно сюжету, греческая богиня Афродита (Венера) тайно отобрала 5 земных школьниц, ставших её Воинами. Они получают сверхъестественные силы при трансформации.

## Сюжет
Существует пять воительниц: Розовая Венера, «Venus Pink» (яп. ヴィーナスピンク ви:насу пинку), Голубая, «Venus Blue» (яп. ヴィーナスブルー ви:насу буру:), Зеленая, «Venus Green» (яп. ヴィーナスグリーン ви:насу гури:н), Красная, «Venus Red» (яп. ヴィーナスレッド ви:насу рэддо) и Фиолетовая, «Venus Purple» (яп. ヴィーナスパープル ви:насу па:пуру). Они представляют собой единственную оборону Земли от извращенной силы, известной как Империя Имма (яп. 淫魔帝国). Императрица Иммы — Некрос, дочь греческого бога Аполлона, который в данном аниме олицетворяет бога сексуального желания. Некрос стремится возродить Аполлона и захватить мир.